# Dom Pod Złotym Strusiem we Wrocławiu
Dom Pod Złotym Strusiem (niem. Haus zum goldenen Strauss) – XIX-wieczna kamienica, która znajdowała się przy ul. Świdnickiej (pod dawnym numerem 16–18) we Wrocławiu, zniszczona podczas II wojny światowej. 

## Historia
Pierwszy murowany budynek na obecnej posesji nr 16–18 został wzniesiony już w średniowieczu, w latach 1350–1400. W XIX wieku na trzech działkach wzniesiono jedną czterokondygnacyjną kamienicę z poddaszem, o siedmioosiowej elewacji. Dwie zewnętrzne osie tworzyły ryzalit pozorny względem trzech osi środkowych, w których umieszczono wejście główne. W części parteru umieszczono duże prostokątne okna witrynowe; na drugiej kondygnacji duże witrynowe okna łukowe. Pomiędzy drugą a trzecią kondygnacją znajdował się wysunięty gzyms, który w częściach zewnętrznych podpierał małe kamienne balkoniki. Na tej samej wysokości, w osi elewacji, znajdowała się figurka złotego strusia.

### Winiarnia Christiana Hansena
Christian Hansen, pochodzący z winiarskiej rodziny z Bernkastel nad Mozelą, do Wrocławia przybył w 1815 roku i tu, przy ulicy Oławskiej 79, pod nazwą Christian Hansen Weinstube, otworzył szynk win francuskich, który stał się największym i najlepiej zaopatrzonym tego typu sklepem. Wysoka jakość wina, jaką oferował Hansen, pozwoliła mu zdobyć najlepszą klientelę; był m.in. dostawcą dworu księcia Fryderyka Leopolda pruskiego oraz Wilhelma Ernesta (wielkiego księcia Saksonii-Weimar-Eisenach).
W 1860 roku, po śmierci Christiana, winiarnię przy ul. Oławskiej przejął jego zięć Heinrich Schäfer. W 1861 roku winiarnia została przeniesiona na ulicę Oławską 9, a dwanaście lat później przeniósł ją do kamienicy przy ul. Świdnickiej 16–18, gdzie otworzył ekskluzywny lokal, przeznaczony dla wyższych sfer, pod tą samą nazwą. Stoliki u Schäfera, w winiarni Christiana Hansena, rezerwowali ludzie z kręgów biznesu, ze świata nauki i kultury, a przede wszystkim przedstawiciele śląskich rodów szlacheckich. W latach 80. XIX wieku w winiarni spotykali się członkowie Związku Prasy Wrocławskiej, a w kolejnych latach – Śląskiego Związku Przyjaciół Fotografii. W latach 1919–1933 na winnych wieczorach w lokalu spotykali się członkowie wrocławskiego Towarzystwa Przyjaciół Sztuki, m.in. kolekcjoner sztuki Max Silberberg oraz dyrektor wrocławskiej Akademii Sztuki i Rzemiosła Artystycznego Oskar Moll.
Na asortyment, z jakiego słynęła winiarnia Hansena, składały się głównie wina burgundzkie i bordeaux oraz wina niemieckie. W jej karcie win znalazły się m.in. Château Montrose, Château Batailley, Chateau Léoville, Hochheimer i Geisenheimer Rottenberg.
W 1889 roku nowym właścicielem winiarni został wnuk Hansena, Heinrich Schäfer-Hansen (Heinrich Schäfer junior).

## Po 1945
W 1945 roku, w wyniku działań wojennych, kamienica uległa zniszczeniu. W latach powojennych ruiny kamienic stojących na posesji 16–18 i 19 rozebrano, a w ich miejsce postawiono mały parterowy budynek, w którym do początku lat 90. działała kawiarnia „Delicja”. Po 1963 roku rozebrano dwie kolejne kamienice. W 1991 roku cały wyburzony obszar wykupił Zygmunt Solorz, właściciel firmy Solpol zajmującej się importem z Niemiec i dystrybucją sprzętu elektronicznego. W grudniu 1993 roku w tym miejscu wzniesiono dom towarowy Solpol I.